# Iron to Gold
Iron to Gold è un film muto del 1922 diretto da Bernard J. Durning. Sceneggiato da Jack Sturmwasser su un soggetto di Max Brand e prodotto dalla Fox Film Corporation, il film aveva come interpreti Dustin Farnum, Marguerite Marsh, William Conklin, William Elmer, Lionel Belmore.

## Trama

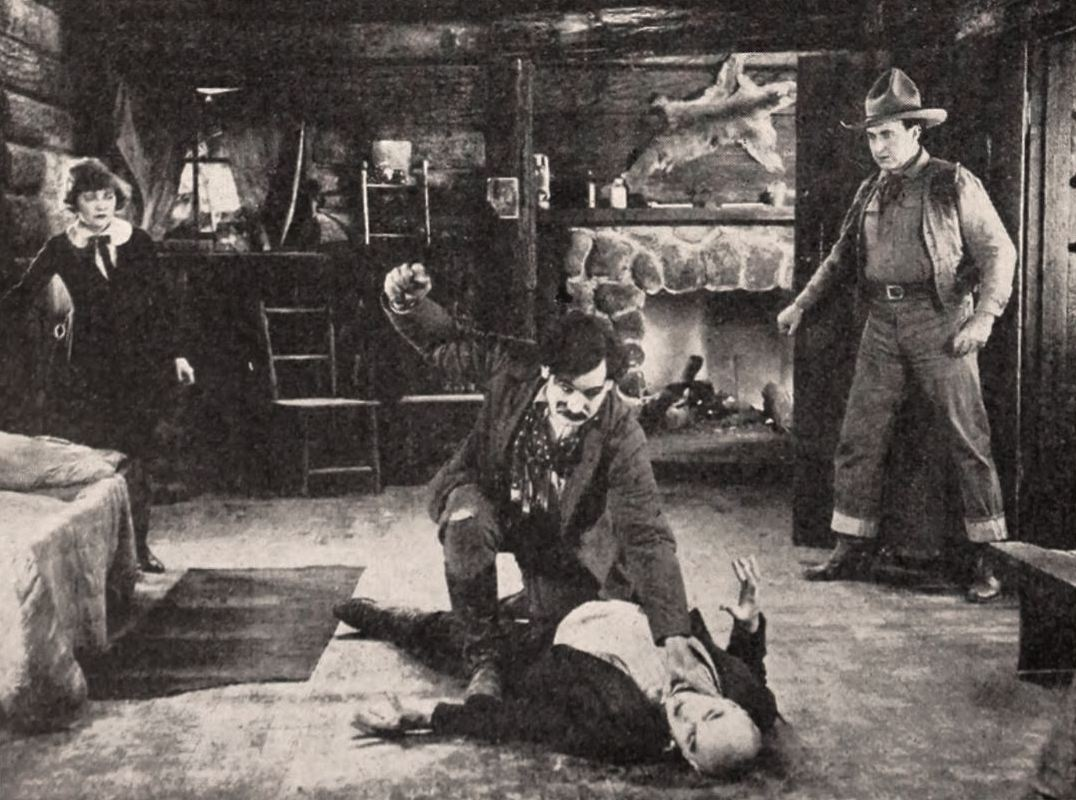
Marguerite Marsh, Glen Cavender, Dustin Farnum

Costretto a diventare un fuorilegge, Tom Curtis salva una donna da due banditi. Avendo però scoperto che Anne Kirby, la donna salvata, è la moglie dell'uomo che lo ha defraudato dei suoi diritti e lo ha reso di fatto un fuggitivo, prende la decisione di rivalersi su sua moglie. Anne riesce a convincerlo a desistere facendogli capire come la cosa sarebbe ingiusta nei suoi confronti. E così, quando poi lui resta ferito in uno scontro, torna per prendersi cura di lui e dà false indicazioni agli uomini che sono sulle sue tracce per catturarlo. Raccontata la storia al marito, l'uomo la insulta.

Tom, alla fine, si arrende, restando comunque libero fino al processo. Kirby, il marito di Anne, assolda allora un sicario, Bat Piper, per far fuori Tom. Non essendo riuscito a uccidere Curtis, Bat Piper tenta di ricattare Kirby che però gli spara. Solamente ferito, Bat Piper testimonia dell'innocenza di Tom sollevandolo da ogni accusa e poi uccide Kirby. Ora libera, Anne parte per l'Est, dove Tom potrà presto seguirla.

## Produzione
Il film fu prodotto dalla Fox Film Corporation con il titolo di lavorazione When Iron Turns to Gold.

## Distribuzione

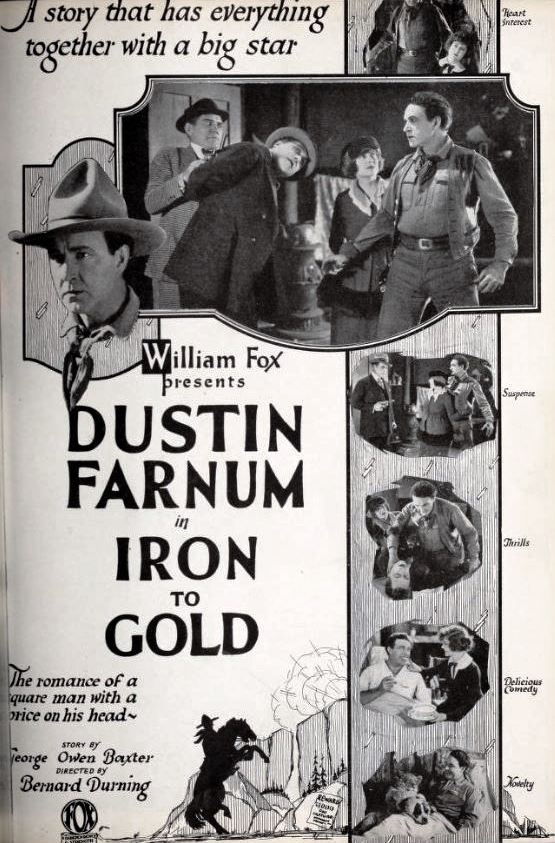
Pubblicità su Exhibitors Herald
18 marzo 1922

Il copyright, richiesto dalla Fox Film Corp., fu registrato il 12 marzo 1922 con il numero LP17683. Nello stesso giorno, distribuito dalla Fox Film Corporation, il film uscì nelle sale statunitensi.
Non si conoscono copie ancora esistenti della pellicola che viene considerata presumibilmente perduta.